# Václav Škarda
Václav Škarda (28. května 1861 Praha – 8. března 1912 Praha) byl rakouský a český právník a politik, na přelomu 19. a 20. století poslanec Českého zemského sněmu.

## Biografie
Vystudoval pražské akademické gymnázium a od roku 1878 práva na české univerzitě v Praze, která absolvoval roku 1882. V červnu roku 1883 zde získal titul doktora práv jako první rigorozant na nově ustavené české univerzitě (po rozdělení dosud česko-německé univerzity). Profesně působil od roku 1890 jako samostatný advokát v Praze. Angažoval se ve veřejném a politickém životě. Již během studií se podílel na vydávání Akademických listů a od roku 1883 vedl v časopisu Právník literární rubriku. Spoluorganizoval koncerty slovanské hudby. Zajímal se o divadlo a v studentských letech přeložil do češtiny několik francouzských her. V letech 1893–1895 byl členem pražského obecního sboru starších. V roce 1886 se oženil s Boženou Tuhou, dcerou statkáře s Klecan.
Jeho otcem byl politik Jakub Škarda. Bratr Vladimír Škarda působil jako bankéř a právník.
Koncem století se zapojil i do zemské politiky. V doplňovacích volbách roku 1894 byl zvolen v městské kurii (volební obvod Mladá Boleslav) do Českého zemského sněmu. Politicky patřil k mladočeské straně a byl (od roku 1891) členem (brzy poté i místopředsedou) výkonného výboru strany. V roce 1894 byl spoluiniciátorem takzvané Nymburské rezoluce, v níž se mladočeši přihlásili k realističtější politice a distancovali se od nacionálního radikalismu. Roku 1897 se stal předsedou výkonného výboru strany (funkci zastával až do své smrti). Zároveň se tehdy stal předsedou jejího poslaneckého klubu. Založil edici Politická knihovna, v níž publikoval sám několik programových spisů definujících mladočeské pozice.
Mandát zemského poslance získal i v řádných volbách v roce 1895. Od roku 1896 zasedal i v zemském výboru. Výbor ho jmenoval za komisaře v Hypoteční bance. Členem zemského výboru byl až do roku 1907. Specializoval se v něm na stavební a technické otázky. Navrhl nový stavební řád pro Prahu a další velká česká města. Angažoval se i v úpravě platů samosprávních úředníků. Na jeho popud byla rovněž zřízena zemská kancelář pro revizi hospodářství obcí a okresů.
V rámci české politiky vystupoval jako stoupenec státoprávních, federalistických nároků, ale zároveň náležel k pragmatickému křídlu okolo Josefa Kaizla a podílel se na dočasné provládní politice mladočechů během vlády Kazimíra Badeniho a vlády Franze Thuna. Zasazoval se o implementaci Badeniho jazykových nařízení do praxe. Když ale po několika letech byla tato jazyková nařízení pro odpor rakouských Němců revokována, přešel na opoziční stanovisko. Podporoval sjednocení českých liberálních politických sil, v roce 1901 takto vedl sbližovací rozhovory se staročechy a roku 1903 s agrárníky (ujednání s agrárníky se ovšem později rozpadlo). V roce 1905 zároveň vedl neúspěšná jednání o česko-německém smíru v Čechách. Roku 1906 byl pověřen reorganizací mladočeské strany, která se musela připravit na zavedení všeobecného a rovného volebního práva na celostátní úrovni. Škarda tehdy podpořil rozšíření stranického programu o sociální a hospodářské otázky. Nový program schválil v březnu 1907 sjezd mladočeské strany.
Poslanecký mandát na sněmu mezitím obhájil za týž obvod ve volbách v roce 1901 a volbách v roce 1908. V roce 1908 (podle jiného zdroje roku 1907) byl také jmenován i členem Panské sněmovny (jmenovaná horní komora celostátní Říšské rady).
V únoru 1912 se při zimní jízdě v kočáře v Praze zranil, když utrpěl ránu na pravém bérci, která po několika týdnech začala hnisat. Škarda v důsledku onemocnění navíc prodělal plicní embolii, zápal plic i srdeční komplikace. Počátkem března se jeho stav začal zlepšovat, ale bezprostřední příčinou smrti byla nová plicní embolie. Pohřben byl na Vyšehradském hřbitově.